# 30. Waffen-Grenadier-Division der SS (weißruthenische Nr. 1)
De 30. Waffen-Grenadier-Division der SS (weißruthenische Nr. 1) was een divisie van de Waffen-SS, die enkel op papier de sterkte van een divisie had. Ze ontstond na de ontbinding van de 30. Waffen-Grenadier-Division der SS (russische Nr. 2), waarbij de Wit-Russen in één nieuwe eenheid werden verzameld.

## Ontstaan en vorming
Na de ontbinding van de 30. Waffen-Grenadier-Division der SS (russische Nr. 2) werden de Wit-Russen verzameld in een brigade, die naar het SS-opleidingskamp Grafenwöhr werd gestuurd voor verdere training. Op 9 maart 1945 werd de brigade omgevormd tot "30. Waffen-Grenadier-Division der SS (weißruthenische Nr. 1)". Dit was louter een titel op papier, want de divisie was niet groter dan een regiment. Wegens gebrek aan wapens en transportmiddelen werd de divisie niet naar het front gestuurd. Eind april 1945 gaven de Wit-Russen zich in Weiden over aan het Amerikaanse 3e leger. De Amerikanen droegen in mei 1945 hun krijgsgevangenen over aan het Rode Leger.

## Commandanten
| Rang                   | Naam          | Begin        | Eind       |
| ---------------------- | ------------- | ------------ | ---------- |
| SS-Obersturmbannführer | Hans Siegling | 9 maart 1945 | 8 mei 1945 |

## Samenstelling
- 75.Waffen SS-Grenadier-Regiment
- 76. Waffen SS-Grenadier-Regiment (bestond enkel op papier)
- 77. Waffen SS-Grenadier-Regiment  (bestond enkel op papier)
- 30. Waffen SS -Artillerie-Regiment
  - 30.Waffen-SS-Panzerjäger-Abteilung
  - 30.Waffen-SS-Füsilier-Abteilung
  - 30.Waffen-SS-Pioneer-Abteilung
  - 30.Waffen-SS-Nachrichten-Abteilung

## Houders van het Ridderkruis van het IJzeren Kruis
In deze divisie waren er geen houders van het Ridderkruis van het IJzeren Kruis.